# 曼弗雷德·克莱因
曼弗雷德·克莱因（德語：Manfred Klein，1947年8月22日—），德国男子赛艇运动员。他曾代表西德、德国参加1972年、1984年、1988年和1992年夏季奥林匹克运动会赛艇比赛，获得一枚金牌和一枚铜牌。